# Wallbach (Svizzera)
Wallbach (toponimo tedesco) è un comune svizzero di 1 958 abitanti del Canton Argovia, nel distretto di Rheinfelden.

## Monumenti e luoghi d'interesse

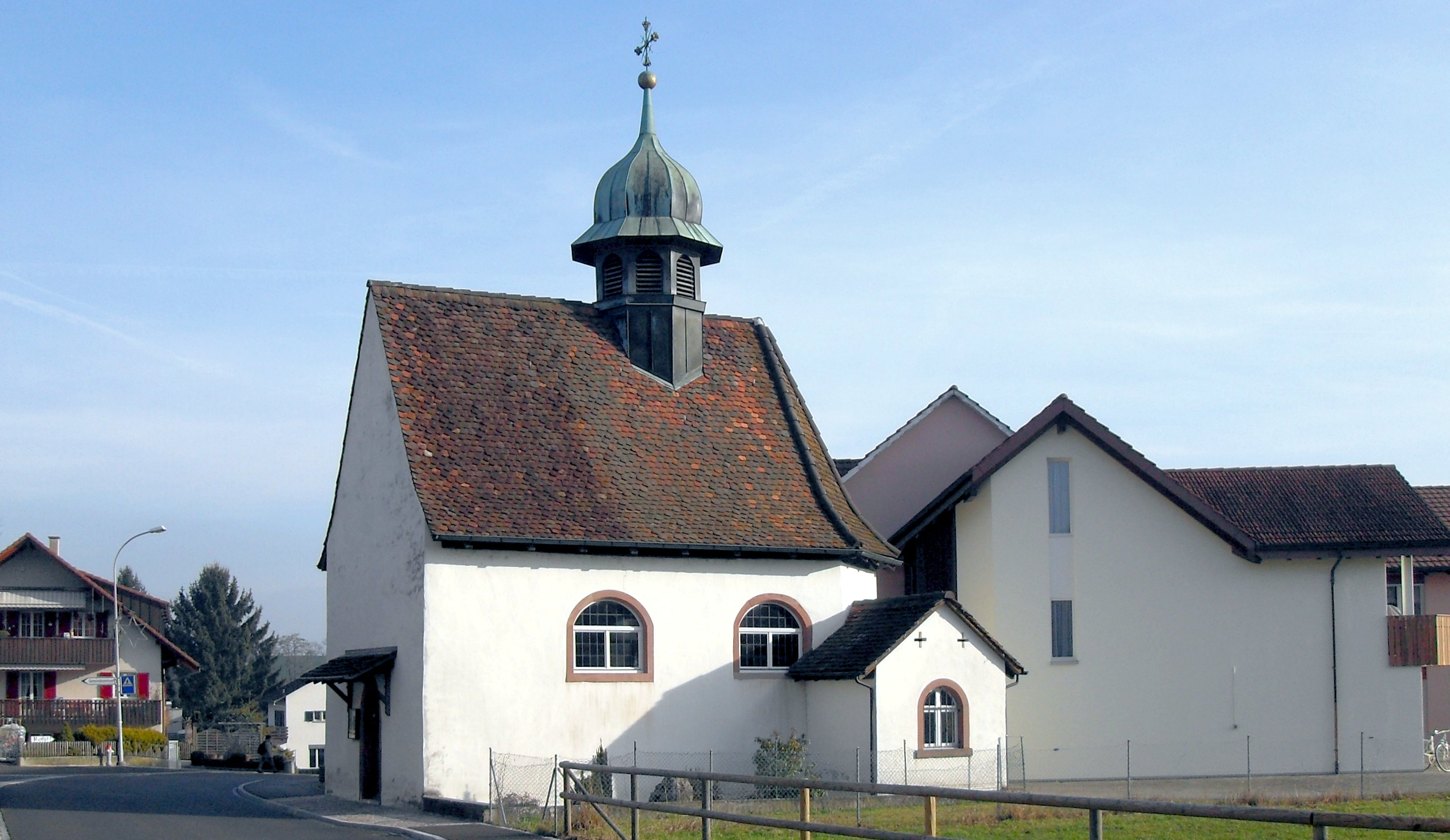
La chiesa cattolica cristiana dei Santi Sebastiano e Rocco

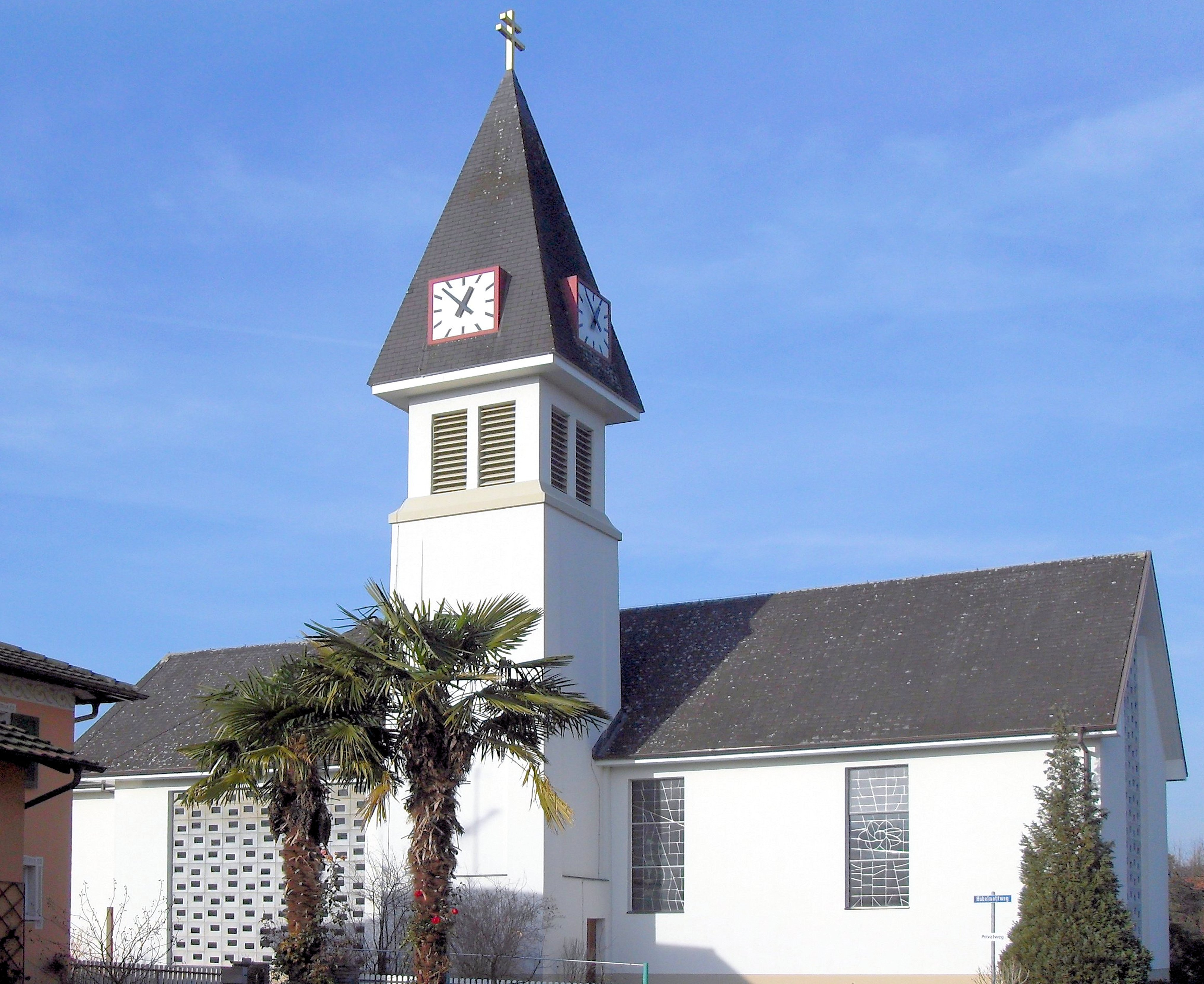
La chiesa cattolica di Santa Maria

- Chiesa cattolica cristiana dei Santi Sebastiano e Rocco, eretta nel 1698[1];
- Chiesa cattolica di Santa Maria, eretta nel 1892[1].

## Società

### Evoluzione demografica
L'evoluzione demografica è riportata nella seguente tabella:
Abitanti censiti

## Infrastrutture e trasporti
A Wallbach il gasdotto Trans Europa Naturgas Pipeline si connette al gasdotto Transitgas.

## Amministrazione
Ogni famiglia originaria del luogo fa parte del cosiddetto comune patriziale e ha la responsabilità della manutenzione di ogni bene ricadente all'interno dei confini del comune.